# Diplolepis descolei
Diplolepis descolei är en oleanderväxtart som först beskrevs av T.Mey., och fick sitt nu gällande namn av Liede och Rapini. Diplolepis descolei ingår i släktet Diplolepis och familjen oleanderväxter. Inga underarter finns listade i Catalogue of Life.